# Kapitan Flamingo
Kapitan Flamingo (ang. Captain Flamingo, 2006-2010) – kanadyjski serial animowany. Emitowany przez telewizję Jetix od 2 października 2006 roku (I seria – odcinki 1-13). Drugą część I serii (odcinki 14-26) zaczęto emitować 2 kwietnia 2007 roku. II seria (odcinki 27-39) emitowana była od 1 kwietnia 2008 roku w Jetix Polska. Przedpremierowo udostępniony został 27 odcinek serialu w serwisie Jetix VOD.

## Fabuła
Serial opowiada o dzieciach potrzebujących pomocy w świecie zdominowanym przez dorosłych. Ich problemy np. z domkiem na drzewie opanowanego przez wiewiórki mutanty, może rozwiązać tylko superbohater Kapitan Flamingo wraz ze swoją asystentką Lizbeth, którzy w każdej chwili pomagają w bardzo żartobliwy sposób.

## Bohaterowie
- Milo Powell/Kapitan Flamingo – mały, rudy chłopiec z dużą wyobraźnią, który na każde wezwanie dziecka w opałach zamienia się w Kapitana Flamingo. Jest bardzo odważny, gdyż żadnej misji się nie boi. Nie jest zbyt mądry choć jego dziwne pomysły pomagają wyjść cało z każdej opresji.
- Lizbeth Zaragoza – najlepsza przyjaciółka Milo, a zarazem najwierniejsza pomocniczka Kapitana Flamingo. Towarzyszy mu w każdej misji m.in. dlatego że jest w nim zakochana do szaleństwa. Jest mądra i układna dlatego jej zadaniem jest podsuwanie pomysłów chłopcu.
- Max – kłopotliwy chłopiec, który wzywa Kapitana Flamingo chyba najczęściej. Boi się własnego cienia.
- Awi – chłopak-lawina. Zawsze, gdy ma kłopoty, ściąga je lawinowo (jeden pociąga za sobą drugi).
- Owen – ma nadopiekuńczą matkę, która w obawie o jego bezpieczeństwo nie pozwala mu robić wielu rzeczy.
- Rutger – ciemnoskóry chłopak, jego drobne (pozornie) problemy rozwijają się bardziej.
- Sanjay – chłopak który zawsze chodzi z nosem w książce i głową w chmurach.
- Otto – najbardziej obrzydliwy i niezdyscyplinowany chłopak. Uwielbia dłubać w nosie (potrafi wsadzić do niego całą dłoń).
- Tabita – uwielbia się uczyć. Ma szczęśliwy ołówek. Kiedy się denerwuje, włosy jeżą się jej jak trafione piorunem.Poprawiała 6+ na 6++.
- Kirsten – ma drobne problemy. Jest roztrzepana i nie umie ustać w jednym miejscu przy rozwiązywaniu problemu.
- Ruth Ann – dziewczynka, w której zakochany jest Kapitan Flamingo, w co nie chce uwierzyć Lizbeth.
- Wendell – kuzyn Milo. Według mamy Kapitana Flamingo, Wendell rządzi ponieważ jest 3 mm wyższy od swojego kuzyna Milo.
- Thor Powell – młodszy brat Milo, który kilka razy uratował Kapitana Flamingo.
- Zmiotka – kotka Milo i Thora.

## Wersja polska
Opracowanie i udźwiękowienie wersji polskiej: na zlecenie Jetix − Studio Eurocom

Reżyseria:
- Dorota Prus-Małecka (odc. 1-5),
- Tomasz Marzecki (odc. 6-52)

Dialogi:
- Anna Niedźwiecka (odc. 1-13),
- Wojciech Szymański (odc. 14-16, 20-21, 24-25),
- Hanna Górecka (odc. 17-19, 22-23, 26, 31-32, 38-39),
- Aleksandra Drzazga (odc. 27-28, 37, 40-52),
- Aleksandra Rojewska (odc. 29-30, 33-36)

Dźwięk i montaż:
- Krzysztof Podolski (odc. 1-13, 23-52),
- Jacek Gładkowski (odc. 14-22)

Kierownictwo produkcji: Marzena Omen-Wiśniewska

Lektorzy:
- Zbigniew Suszyński (odc. 1-13),
- Wojciech Paszkowski (odc. 14-52)

Udział wzięli:
- Brygida Turowska-Szymczak – Milo
- Joanna Węgrzynowska – Lizbeth
- Magdalena Krylik –
  - Ruth-Ann (odc. 1-26),
  - Awi (odc. 1-26),
  - Owen (odc. 1-26)
- Aleksandra Rojewska –
  - Tabita,
  - Megan,
  - Max,
  - Mama Owena (we wszystkich oprócz odc. 5a)
- Dorota Kawęcka –
  - Kirsten (odc. 3b),
  - Mama Owena (odc. 5a)
- Iwona Rulewicz – Kirsten (odc. 14-26)
- Anna Sroka –
  - Rutger,
  - Pajęczyca (odc. 2b),
  - Kirsten (odc. 29b),
  - Druhna
- Hanna Kinder-Kiss –
  - Wendell,
  - Mama Mila
- Cezary Kwieciński –
  - Otto,
  - Sanjay,
  - Ojciec Donny’ego Stronga (odc. 4a),
  - Ratownik (odc. 30a)
- Dariusz Odija –
  - Tata Rutgera,
  - Tata Sanjaya,
  - Prawnik (odc. 29b),
  - Pan Baxter (odc. 30a),
  - Fryzjer
- Robert Tondera –
  - Tata Mila,
  - „Osoba obsługująca taśmę z napojami” (odc. 4b),
  - Dostawca pizzy (odc. 30a)
  - Komentator zawodów (odc. 40a)
- Jarosław Domin –
  - Małpa Bojowa (odc. 1-26),
  - Ratownik (odc. 2a),
  - Sprzedawca lodów (odc. 5a)
- Anna Wiśniewska –
  - Donny Strong (odc. 4a),
  - Siostra Lizbeth (odc. 33b),
  - Jennifer (odc. 35a)
- Paweł Szczesny –
  - Reporter (odc. 2a),
  - „Ekspert od rolek Owena” (odc. 5a)
- Zbigniew Suszyński – Narrator (odc. 1-13)
- Wojciech Paszkowski –
  - Narrator (odc. 14-52),
  - Małpa Bojowa (odc. 27-52)
- Katarzyna Łaska –
  - Ruth-Ann (odc. 27-52),
  - Owen (odc. 27-52)
- Tomasz Marzecki

i inni
Lektor:
- Zbigniew Suszyński (odc. 1-13),
- Wojciech Paszkowski (odc. 14-52)

## Odcinki
- Serial liczy 52 odcinki.
- Serial po raz pierwszy pojawił się na kanale Jetix:
  - I seria (odcinki 1-13) – 2 października 2006 roku,
  - I seria (odcinki 14-26) – 2 kwietnia 2007 roku,
  - II seria (odcinki 27-39) – 1 kwietnia 2008 roku,
  - III seria (odcinki 40-52) – 4 sierpnia 2008 roku.
- Od 6 września 2008 roku do 8 sierpnia 2009 roku serial był emitowany w telewizji Polsat (odcinki 1-26).
- Od 5 stycznia 2009 roku serial był emitowany w Jetix Play (odcinki 1-13). Kolejne odcinki (14-26) były emitowane od 2 marca 2009 roku.
- Odcinki 32, 37 i 51 opóźnione odpowiednio do lutego 2009, października 2009 i grudnia 2010.

### Spis odcinków
| Premiera odcinka                                              | N/o | Polski tytuł                            | Angielski tytuł                             |
| ------------------------------------------------------------- | --- | --------------------------------------- | ------------------------------------------- |
|                                                               |     |                                         |                                             |
| SERIA PIERWSZA                                                |     |                                         |                                             |
|                                                               |     |                                         |                                             |
| 02.10.2006                                                    | 01  | Kapitan Flamingo wylądował              | The Flamingo Has Landed!                    |
| 02.10.2006                                                    | 01  | Naleśnikowa panika                      | Pancake Panic!                              |
|                                                               |     |                                         |                                             |
| 03.10.2006                                                    | 02  | Pływaj lub toń                          | Sink or Swim                                |
| 04.10.2006                                                    | 02  | Ohydna piwnica                          | Basement Of Yuck                            |
|                                                               |     |                                         |                                             |
| 05.10.2006                                                    | 03  | Małpia zagłada                          | Beyond the Thundermonkey Dome               |
| 06.10.2006                                                    | 03  | Atak balonówy                           | Gum Control                                 |
|                                                               |     |                                         |                                             |
| 07.10.2006                                                    | 04  | Mordercze ciśnienie                     | Water You Worried About?                    |
| 08.10.2006                                                    | 04  | Portret Superbohatera                   | Portrait of a Superhero                     |
|                                                               |     |                                         |                                             |
| 09.10.2006                                                    | 05  | Pędź i wrzeszcz                         | I Scream, You Scram!                        |
| 10.10.2006                                                    | 05  | Piłka zmyłka                            | Ball of Confusion                           |
|                                                               |     |                                         |                                             |
| 11.10.2006                                                    | 06  | Oddawaj mój plecak                      | Ack! Give my Backpack Back, Jack!           |
| 12.10.2006                                                    | 06  | Organizacyjny terror                    | Appointment Terror!!!                       |
|                                                               |     |                                         |                                             |
| 13.10.2006                                                    | 07  | Kula zagłady                            | Ten Pin Peril…                              |
| 14.10.2006                                                    | 07  | Zakręcony Max                           | Whack-a-Max                                 |
|                                                               |     |                                         |                                             |
| 15.10.2006                                                    | 08  | Biegnij Milo, biegnij                   | Run Milo Run!                               |
| 16.10.2006                                                    | 08  | Śnieżyca z paczki                       | Blizzard of Ooze                            |
|                                                               |     |                                         |                                             |
| 17.10.2006                                                    | 09  | Najlepszy odcinek ze wszystkich         | The Best Episode Ever!                      |
| 18.10.2006                                                    | 09  | Zapłać                                  | Charge It!                                  |
|                                                               |     |                                         |                                             |
| 19.10.2006                                                    | 10  | Niech żyje ser                          | Cheese the Day                              |
| 20.10.2006                                                    | 10  | Plażowy Flamingo                        | Beach Blanket Flamingo                      |
|                                                               |     |                                         |                                             |
| 21.10.2006                                                    | 11  | Rybka zwana Milem                       | A Fish Called Milo                          |
| 22.10.2006                                                    | 11  | Wysokie loty                            | High & Flighty                              |
|                                                               |     |                                         |                                             |
| 23.10.2006                                                    | 12  | Wiele hałasu o włos                     | Much Ado About… A Do                        |
| 24.10.2006                                                    | 12  | Ciężkostrawna przygoda                  | Talking to Ralph on the Big Porcelain Phone |
|                                                               |     |                                         |                                             |
| 25.10.2006                                                    | 13  | Poliglota z katarem                     | Snot Funny                                  |
| 26.10.2006                                                    | 13  | Kwiaty i cukierki                       | Flowers and Candy                           |
|                                                               |     |                                         |                                             |
| 02.04.2007                                                    | 14  | Lawina kosmitów                         | Alien Avalanche                             |
| 03.04.2007                                                    | 14  | Thor jest wszędzie                      | Thor All Over                               |
|                                                               |     |                                         |                                             |
| 04.04.2007                                                    | 15  | Kolejne kłopoty Mila i jego drużyny     | Milo and the Gang Face More Problems        |
| 05.04.2007                                                    | 15  | Wielka ucieczka                         | The Even Greater Escape                     |
|                                                               |     |                                         |                                             |
| 06.04.2007                                                    | 16  | Lemoniadowe starcie                     | The Last Stand                              |
| 07.04.2007                                                    | 16  | 50 sposobów na zostawienie wątróbki     | Fifty Ways to Leave your Liver              |
|                                                               |     |                                         |                                             |
| 08.04.2007                                                    | 17  | Uciekaj króliczku                       | Bunny Run                                   |
| 09.04.2007                                                    | 17  | Nakręć to!                              | Tape That!                                  |
|                                                               |     |                                         |                                             |
| 10.04.2007                                                    | 18  | Gra słów                                | Play On Words                               |
| 11.04.2007                                                    | 18  | Czas prezentów                          | Present Tense                               |
|                                                               |     |                                         |                                             |
| 12.04.2007                                                    | 19  | Zgubione maniery                        | Missed Manners                              |
| 13.04.2007                                                    | 19  | Otto i Pan Robotto                      | Domo Ari-Otto, Mr. Robotto                  |
|                                                               |     |                                         |                                             |
| 14.04.2007                                                    | 20  | Dobry, zły i mały                       | The Good, the Bad, & the Lil’               |
| 15.04.2007                                                    | 20  | Milo książkowy                          | Pop! Goes the Milo                          |
|                                                               |     |                                         |                                             |
| 16.04.2007                                                    | 21  | Ja tylko patrzę                         | Just Looking!                               |
| 17.04.2007                                                    | 21  | Pechowe ciasteczko szczęścia            | Outrageous Fortune Cookie                   |
|                                                               |     |                                         |                                             |
| 18.04.2007                                                    | 22  | Misja baseball                          | In-Field Error                              |
| 19.04.2007                                                    | 22  | Nowy ptak na gałęzi                     | A New Bird on the Block                     |
|                                                               |     |                                         |                                             |
| 20.04.2007                                                    | 23  | Robaczywy problem                       | Bug-Out!                                    |
| 21.04.2007                                                    | 23  | Czas do łóżka                           | Pasta Your Bedtime                          |
|                                                               |     |                                         |                                             |
| 22.04.2007                                                    | 24  | Majtkowe zamieszanie                    | Under There Underwear                       |
| 23.04.2007                                                    | 24  | Straszna wystawa                        | Exhibit Yikes!                              |
|                                                               |     |                                         |                                             |
| 24.04.2007                                                    | 25  | Rzep rzepem poganiał                    | Burr in the Hand                            |
| 25.04.2007                                                    | 25  | Czarno to widzę                         | Blind Sided!                                |
|                                                               |     |                                         |                                             |
| 26.04.2007                                                    | 26  | Węzeł gordyjski                         | Knot in My Backyard                         |
| 27.04.2007                                                    | 26  | Prawdziwy, nieprawdziwy                 | Real To Me                                  |
|                                                               |     |                                         |                                             |
| SERIA DRUGA                                                   |     |                                         |                                             |
|                                                               |     |                                         |                                             |
| 01.04.2008                                                    | 27  | Potworny ból głowy                      | Monster Headache!                           |
| 01.04.2008                                                    | 27  | Koszmarne sny                           | Volunteers for Fears                        |
|                                                               |     |                                         |                                             |
| 02.04.2008                                                    | 28  | Kłopoty z włosami                       | Hairdos and Don’ts                          |
| 03.04.2008                                                    | 28  | Sprawa puchatego robala                 | Baby You Can Drive My Karma                 |
|                                                               |     |                                         |                                             |
| 04.04.2008                                                    | 29  | Tresura                                 | Training Wreck                              |
| 05.04.2008                                                    | 29  | Zębowa wróżka                           | Nothing But the Tooth                       |
|                                                               |     |                                         |                                             |
| 06.04.2008                                                    | 30  | Sprawa z telefonem                      | Phone Tag                                   |
| 07.04.2008                                                    | 30  | Max najeźdźca, zdobywca Wszechświata    | Max Invader, Scourge of the Universe        |
|                                                               |     |                                         |                                             |
| 08.04.2008                                                    | 31  | Kiedy dobre dzieci schodzą na złą drogę | When Good Birds Go Bad                      |
| 09.04.2008                                                    | 31  | Zmierz się z muzyką                     | Face The Music                              |
|                                                               |     |                                         |                                             |
| 10.04.2008 (Prywatny pokaz) 31.10.2009 (Publiczne wietrzenie) | 32  | Fałszywy Kapitan                        | Captain Copycat                             |
| 11.04.2008 (Prywatny pokaz) 31.10.2009 (Publiczne wietrzenie) | 32  | Noc żyjącego Flamingo                   | Night of the Living Flamingo                |
|                                                               |     |                                         |                                             |
| 12.04.2008                                                    | 33  | Osiodłana głowa                         | Saddle Brained                              |
| 13.04.2008                                                    | 33  | Przyzywacz                              | Name Dropper                                |
|                                                               |     |                                         |                                             |
| 14.04.2008                                                    | 34  | Przeklinanie                            | Ready to Swear                              |
| 15.04.2008                                                    | 34  | Słoń i kłopot                           | Elephant & Hassle                           |
|                                                               |     |                                         |                                             |
| 16.04.2008                                                    | 35  | Gry i zabawy                            | Fun And Games                               |
| 17.04.2008                                                    | 35  | Opiekun dla Milo                        | Adventures in Milo-Sitting                  |
|                                                               |     |                                         |                                             |
| 18.04.2008                                                    | 36  | Małpa Bojowa                            | Warrior Monkey, M.D.                        |
| 19.04.2008                                                    | 36  | Skok do przeszłości                     | Past Imperfect                              |
|                                                               |     |                                         |                                             |
| 20.04.2008 (Prywatny pokaz) 14.02.2009 (Publiczne wietrzenie) | 37  | Przemiana serca                         | Change of Heart                             |
| 21.04.2008 (Prywatny pokaz) 14.02.2009 (Publiczne wietrzenie) | 37  | Odbojnik w imię miłości                 | Doorstop in the Name of Love                |
|                                                               |     |                                         |                                             |
| 23.04.2008                                                    | 38  | Globnick                                | The Globnick                                |
| 22.04.2008                                                    | 38  | Uskok                                   | Fault Line                                  |
|                                                               |     |                                         |                                             |
| 24.04.2008                                                    | 39  | Wszyscy walczą z tofu                   | Everybody Was Tofu Fighting                 |
| 25.04.2008                                                    | 39  | Podróż do wnętrza telewizji             | Journey to the Centre of the TV             |
|                                                               |     |                                         |                                             |
| SERIA TRZECIA                                                 |     |                                         |                                             |
|                                                               |     |                                         |                                             |
| 04.08.2008                                                    | 40  | Niezręczne nóżki                        | Scrambled Legs                              |
| 05.08.2008                                                    | 40  | Zgubny pierścień                        | Full Wooden Woggle                          |
|                                                               |     |                                         |                                             |
| 06.08.2008                                                    | 41  | W ciemnym zaułku                        | Alley Oops!                                 |
| 07.08.2008                                                    | 41  | Bohater dnia                            | Catch of the Day                            |
|                                                               |     |                                         |                                             |
| 08.08.2008                                                    | 42  | Flamingomania                           | Flamingopalooza                             |
| 09.08.2008                                                    | 42  | Zaklinacz węży                          | The Snake Whisperer                         |
|                                                               |     |                                         |                                             |
| 10.08.2008                                                    | 43  | Wielki dług                             | Deep DueDue                                 |
| 11.08.2008                                                    | 43  | Jajcarska przygoda Milo i Wendella      | Milo and Wendell’s Eggcellent Adventure     |
|                                                               |     |                                         |                                             |
| 12.08.2008                                                    | 44  | Słodkości i światła                     | Sweetness and Light                         |
| 13.08.2008                                                    | 44  | Chłopiec i Jego Yeti                    | A Boy and his Yeti                          |
|                                                               |     |                                         |                                             |
| 14.08.2008                                                    | 45  | Zabawa w kotka i karpia                 | Playing It Koi                              |
| 15.08.2008                                                    | 45  | Bunt w chodakach                        | Rebel Without A Clog                        |
|                                                               |     |                                         |                                             |
| 16.08.2008                                                    | 46  | Deszczowa udręka                        | Come Rain or Come Slime                     |
| 17.08.2008                                                    | 46  | Piwniczne problemy                      | Rear Basement Window                        |
|                                                               |     |                                         |                                             |
| 18.08.2008                                                    | 47  | Nieoczekiwana zmiana miejsc             | Switch Hitch                                |
| 19.08.2008                                                    | 47  | Apetyt na instrukcje                    | Appetite for Instructions                   |
|                                                               |     |                                         |                                             |
| 20.08.2008                                                    | 48  | Uduchowione duchy                       | Ghost Almost                                |
| 21.08.2008                                                    | 48  | Historia pewnego komiksu                | Comic Slip                                  |
|                                                               |     |                                         |                                             |
| 22.08.2008                                                    | 49  | Prima Aprilis                           | When Fools Rush In                          |
| 23.08.2008                                                    | 49  | Małe nieporozumienie                    | A Slight Mthunderstanding                   |
|                                                               |     |                                         |                                             |
| 24.08.2008                                                    | 50  | Koniec                                  | The End                                     |
| 25.08.2008                                                    | 50  | Owen jedynak                            | The One and Owen Only                       |
|                                                               |     |                                         |                                             |
| 26.08.2008 (Prywatny pokaz) 19.12.2010 (Publiczne wietrzenie) | 51  | Złodziej Świąt                          | The Gobbler Robbler                         |
| 27.08.2008 (Prywatny pokaz) 19.12.2010 (Publiczne wietrzenie) | 51  | Święta chwila                           | Saint Nick O’Time                           |
|                                                               |     |                                         |                                             |
| 28.08.2008                                                    | 52  | Musical                                 | The Musical                                 |
| 28.08.2008                                                    | 52  | Nad przepaścią                          | Cliffhanger                                 |
|                                                               |     |                                         |                                             |